# Occagnes
Occagnes ([ɔkaɲ] ) ist eine französische Gemeinde mit 673 Einwohnern (Stand 1. Januar 2022) im Département Orne in der Region Normandie (vor 2016 Basse-Normandie). Sie gehört zum Arrondissement Argentan und ist Mitglied im Gemeindeverband Terres d’Argentan Interco. Die Einwohner werden Occagnais und Occagnaises genannt.

## Geografie

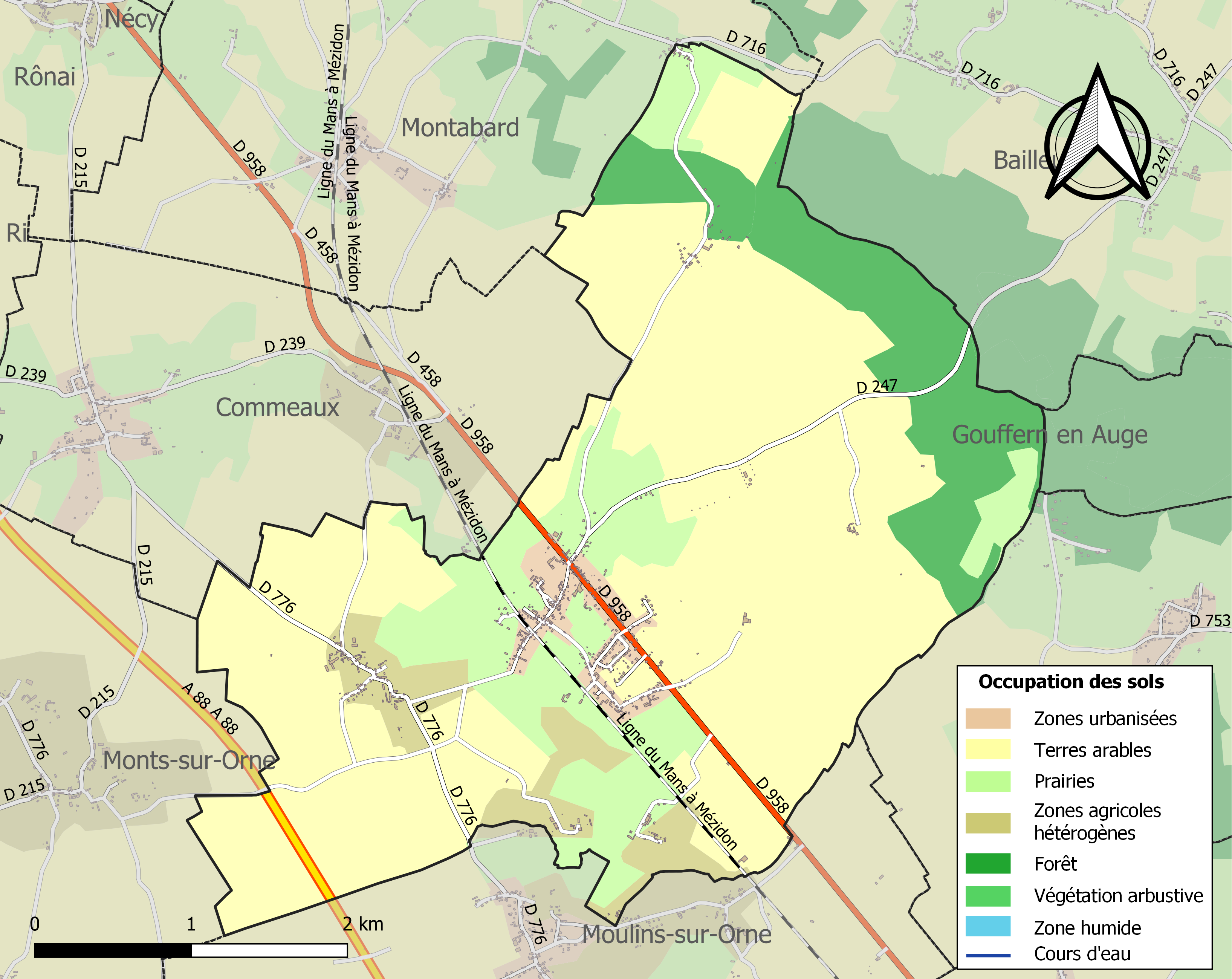
Bodennutzung und Infrastruktur der Gemeinde (2018)

Occagnes liegt im Osten der Région naturelle Pays d’Houlme, etwa sechs Kilometer nordwestlich von Argentan und etwa 41 Kilometer nordnordwestlich von Alençon. Das Flüsschen Houay, ein Nebenfluss der Orne, durchquert das südwestliche Gemeindegebiet. Das Zentrum der Gemeinde liegt auf einer Höhe von etwa 180 m. Das Relief des Gebiets fällt im Süden beim Austritt des Flüsschens Houay aus dem Gemeindegebiet leicht auf 160 m ab und steigt im Norden auf bis zu 244 m an.
Teile des Gebiets von Occagnes gehören zum Natura 2000-Schutzgebiet „Haute vallée de l’Orne et affluents“ (FR2500099) und zur ZNIEFF-Naturzone „Forêts de Petite et Grande Gouffern“ (250008495). Rund 85 % der Fläche der Gemeinde werden landwirtschaftlich genutzt, 12 % sind bewaldet, insbesondere im Nordosten mit dem Anteil am Forêt de Grande Gouffern, rund 3 % entfallen auf bebaute Flächen (Stand: 2018).
Umgeben wird Occagnes von den Nachbargemeinden Montabard im Norden, Bailleul im Nordosten, Gouffern en Auge und Sévigny im Osten, Moulins-sur-Orne im Süden, Monts-sur-Orne im Südwesten sowie Commeaux im Westen.

## Geschichte
Am 20. Mai 1839 wurden die Gemeinden Occagnes, Cui und Pommainville zusammengelegt.

## Bevölkerungsentwicklung
| Occagnes: Einwohnerzahlen von 1793 bis 2020                                                                                | Occagnes: Einwohnerzahlen von 1793 bis 2020 | Occagnes: Einwohnerzahlen von 1793 bis 2020 | Occagnes: Einwohnerzahlen von 1793 bis 2020 | Occagnes: Einwohnerzahlen von 1793 bis 2020 |
| --- | ------------------------------------------- | ------------------------------------------- | ------------------------------------------- | ------------------------------------------- |
| Jahr |                                             |                                             |                                             | Einwohner                                   |
| 1793 | 1793                                        |                                             | 328                                         | 328                                         |
| 1800 | 1800                                        |                                             | 318                                         | 318                                         |
| 1806 | 1806                                        |                                             | 355                                         | 355                                         |
| 1821 | 1821                                        |                                             | 355                                         | 355                                         |
| 1836 | 1836                                        |                                             | 367                                         | 367                                         |
| 1841 | 1841                                        |                                             | 696                                         | 696                                         |
| 1846 | 1846                                        |                                             | 694                                         | 694                                         |
| 1851 | 1851                                        |                                             | 731                                         | 731                                         |
| 1856 | 1856                                        |                                             | 720                                         | 720                                         |
| 1861 | 1861                                        |                                             | 698                                         | 698                                         |
| 1866 | 1866                                        |                                             | 666                                         | 666                                         |
| 1872 | 1872                                        |                                             | 625                                         | 625                                         |
| 1876 | 1876                                        |                                             | 610                                         | 610                                         |
| 1881 | 1881                                        |                                             | 623                                         | 623                                         |
| 1886 | 1886                                        |                                             | 580                                         | 580                                         |
| 1891 | 1891                                        |                                             | 546                                         | 546                                         |
| 1896 | 1896                                        |                                             | 532                                         | 532                                         |
| 1901 | 1901                                        |                                             | 478                                         | 478                                         |
| 1906 | 1906                                        |                                             | 472                                         | 472                                         |
| 1911 | 1911                                        |                                             | 469                                         | 469                                         |
| 1921 | 1921                                        |                                             | 397                                         | 397                                         |
| 1926 | 1926                                        |                                             | 400                                         | 400                                         |
| 1931 | 1931                                        |                                             | 365                                         | 365                                         |
| 1936 | 1936                                        |                                             | 364                                         | 364                                         |
| 1946 | 1946                                        |                                             | 362                                         | 362                                         |
| 1954 | 1954                                        |                                             | 386                                         | 386                                         |
| 1962 | 1962                                        |                                             | 360                                         | 360                                         |
| 1968 | 1968                                        |                                             | 382                                         | 382                                         |
| 1975 | 1975                                        |                                             | 452                                         | 452                                         |
| 1982 | 1982                                        |                                             | 496                                         | 496                                         |
| 1990 | 1990                                        |                                             | 540                                         | 540                                         |
| 1999 | 1999                                        |                                             | 532                                         | 532                                         |
| 2006 | 2006                                        |                                             | 550                                         | 550                                         |
| 2013 | 2013                                        |                                             | 634                                         | 634                                         |
| 2020 | 2020                                        |                                             | 676                                         | 676                                         |
| Quelle(n): EHESS/Cassini bis 1999, INSEE ab 2006 Anmerkung(en): Ab 1962 offizielle Zahlen ohne Einwohner mit Zweitwohnsitz |                                             |                                             |                                             |                                             |

## Sehenswürdigkeiten
- Pfarrkirche Saint-Gervais-et-Saint-Protais in Cuy aus dem 11. Jahrhundert, seit 1970 als Monument historique eingeschrieben
- Pfarrkirche Saint-Ouen in Occagnes aus dem 13. oder 14. Jahrhundert
- Reste der Kirche Saint-Cyr-et-Sainte-Julitte
- Schloss Cuy aus dem 17. Jahrhundert, Fassaden, Dächer und Gitter des Eingangstors seit 1936 als Monument historique eingeschrieben

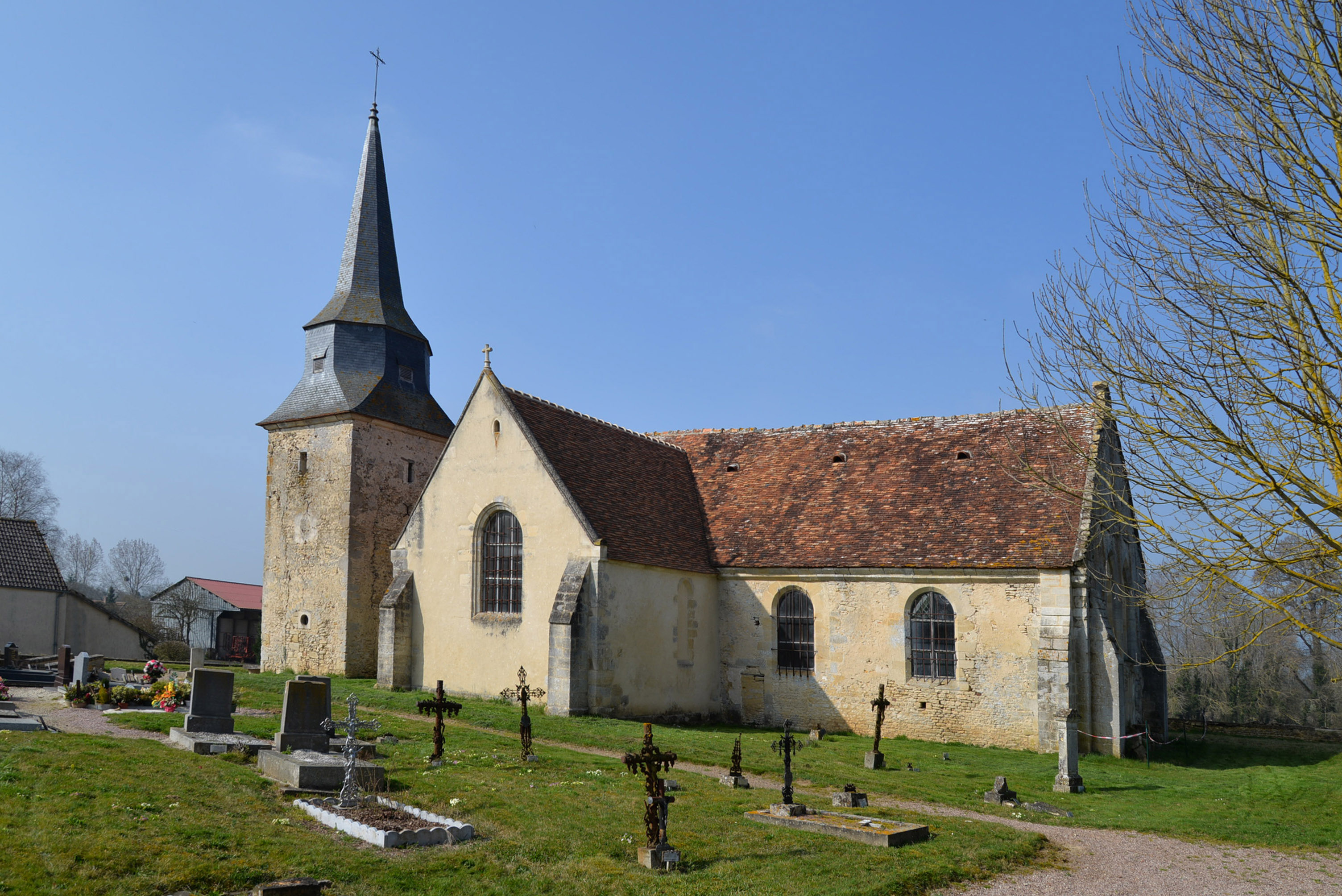
Pfarrkirche Saint-Gervais-et-Saint-Protais
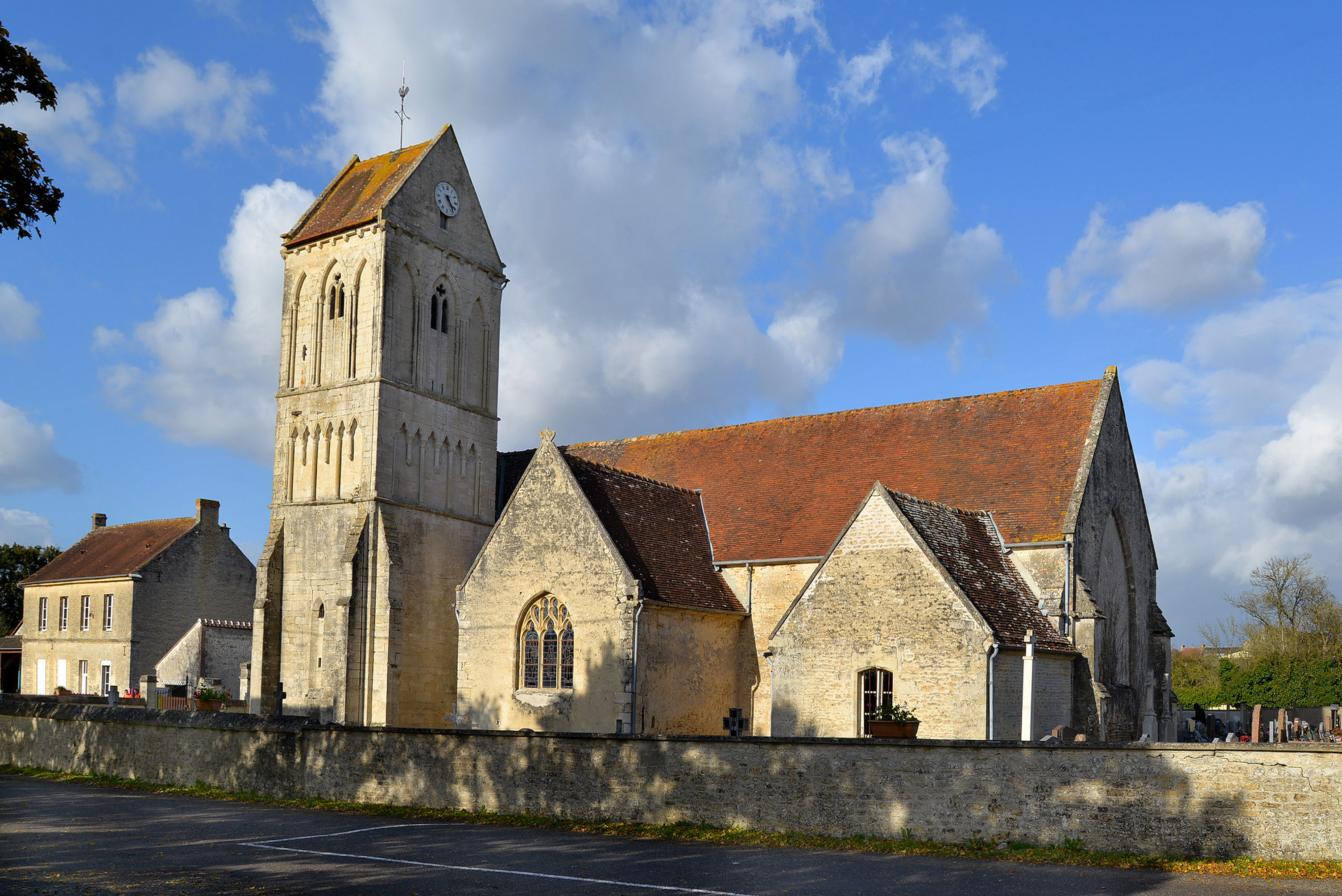
Pfarrkirche Saint-Ouen
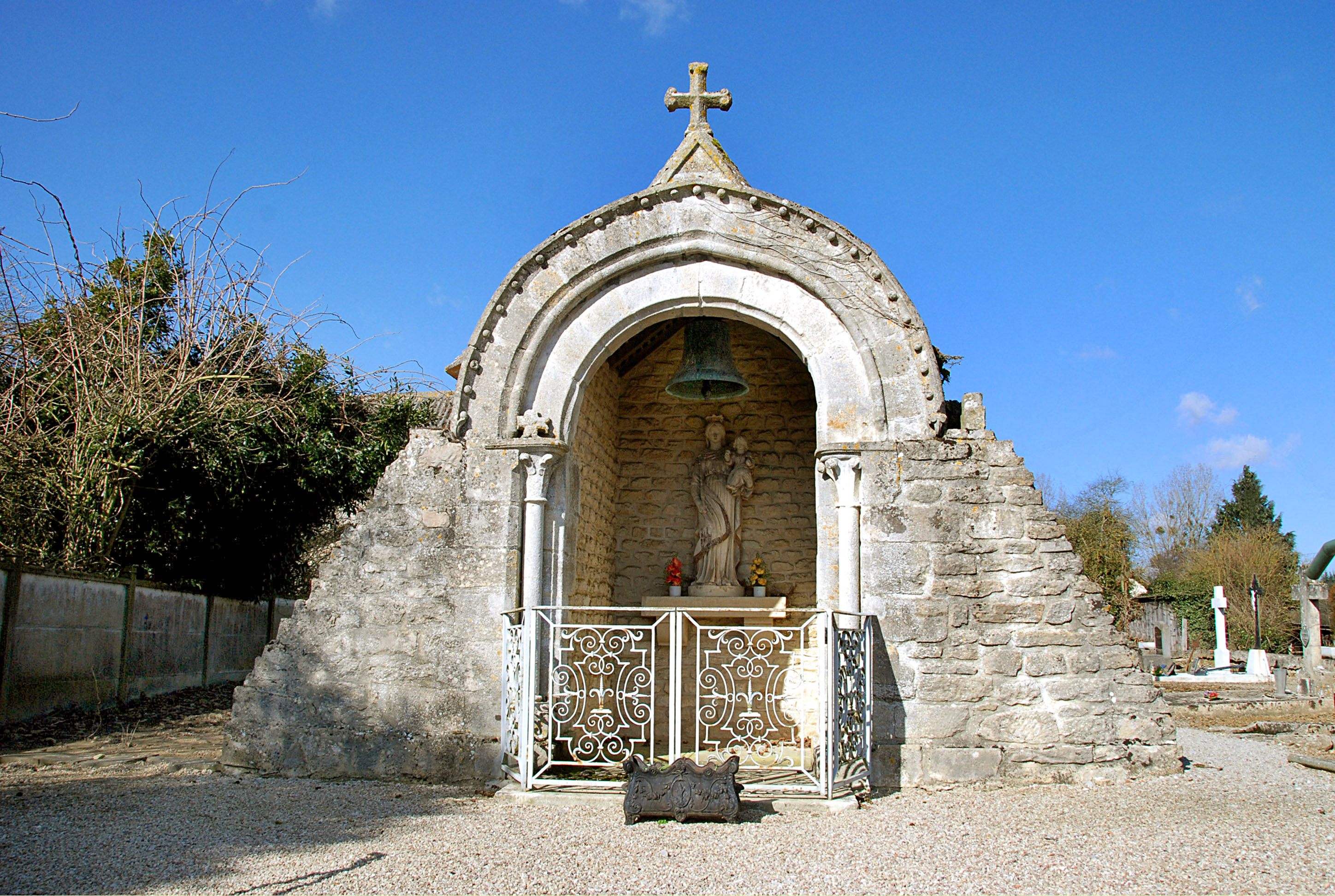
Reste der Kirche Saint-Cyr-et-Sainte-Julitte
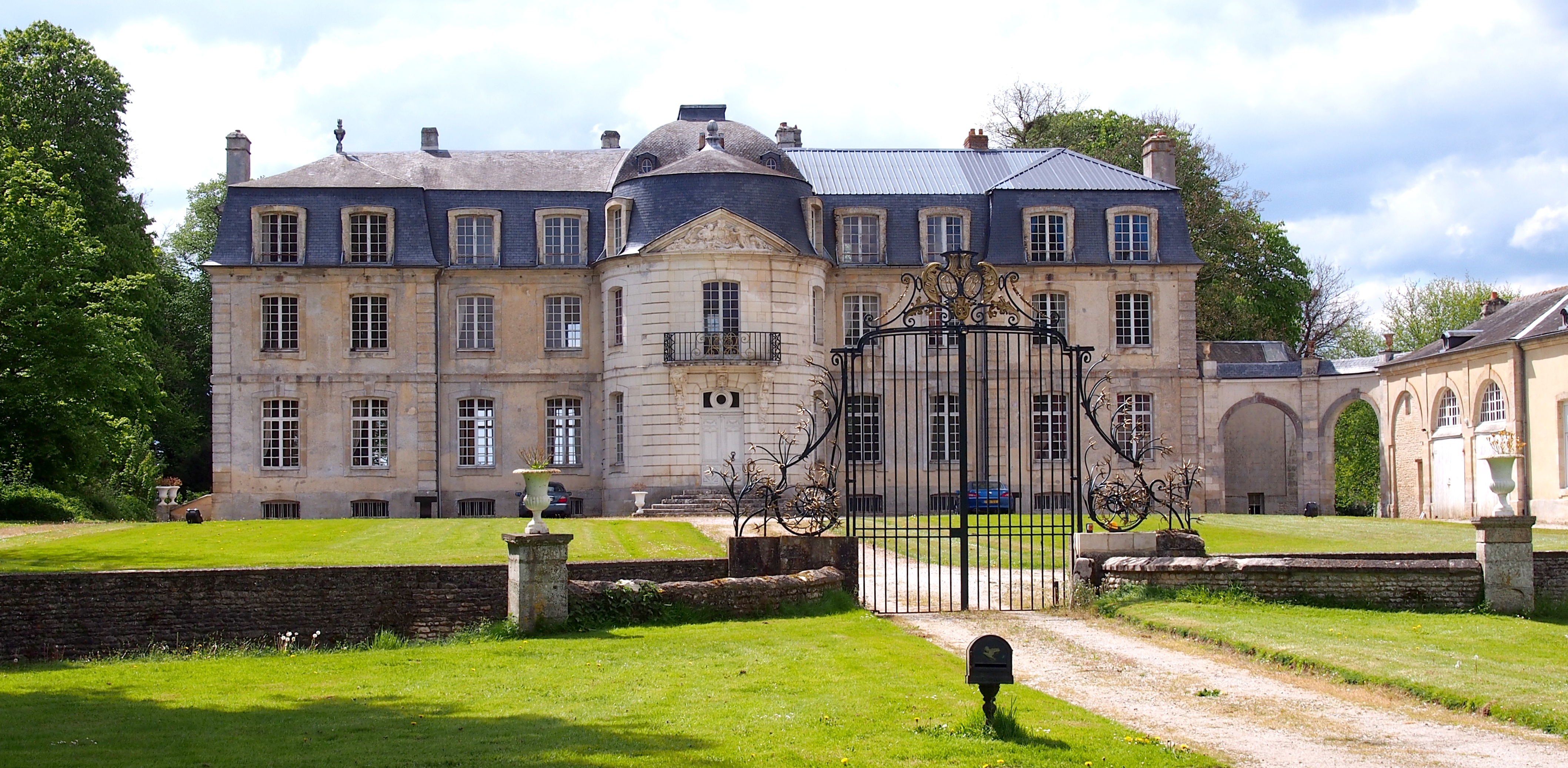
Schloss Cuy

## Verkehr
Die Autoroute A 88 von Falaise nach Sées durchquert das südwestliche Gemeindegebiet auf einem Abschnitt auf einer Länge von etwa 800 Metern ohne Anschlussstelle. Die Departementsstraße D 958, die ehemalige Route nationale 158 von Caen nach Tours, führt durch das Gemeindegebiet inklusive Zentrum von Nordwest nach Südost. Die nachgeordneten Departementsstraßen D 247 und D 776 sowie lokale Landstraßen verbinden das Zentrum und die Weiler der Gemeinde sowie Nachbargemeinden.
Die Bahnstrecke Le Mans–Mézidon durchquert das Gemeindegebiet von Südost nach Nordwest ohne Haltepunkt.